# Сольдано, Франко
Фра́нко Сольда́но (исп. Franco Soldano; 14 сентября 1994, Кордова, Аргентина) — аргентинский футболист, центральный нападающий футбольного клуба «Химнасия и Эсгрима» (Ла-Плата).

## Биография
В возрасте 15 лет Франко Сольдано дебютировал за «Унион» (Сунчалес). В сезоне 2013/2014 Сольдано забил в общей сложности 22 мяча в одной из низших лиг аргентинского чемпионата — лиге Торнео Аргентина B — и Кубке Аргентины, чем обратил на себя внимание нескольких местных клубов. В июле 2014 года перешёл в клуб «Унион» (Санта-Фе), выступавший на тот момент в Примере B.
22 сентября 2014 года дебютировал за свой новый клуб в домашней игре против «Уракана» (3:0), выйдя на замену на 68-й минуте матча. Заняв в сезоне 2014 года первую строчку в Примере B, «Унион» (Санта-Фе) поднялся в высший дивизион аргентинского чемпионата — Примеру. Сольдано впервые отличился за свой клуб уже в сезоне 2015 года, оформив 21 июля дубль в гостевом матче против «Архентинос Хуниорс» (2:1) и принеся таким образом своей команде победу. Начиная с сезона 2016/2017 стал футболистом основного состава.
2 января 2019 года перешёл в футбольный клуб «Олимпиакос», подписав контракт на 4,5 года. Первый гол за новую команду нападающий забил 6 февраля 2019 года в матче Кубка Греции против «Ламии» (3:3).

## Клубная статистика

### Национальные чемпионаты
| Клуб                      | Сезон                     | Игры | Голы |
| ------------------------- | ------------------------- | ---- | ---- |
| Унион (Сунчалес)          | 2011/12                   | 2    | 0    |
| Унион (Сунчалес)          | 2012/13                   | 19   | 4    |
| Унион (Сунчалес)          | 2013/14                   | 26   | 19   |
| Всего за Унион (Сунчалес) | Всего за Унион (Сунчалес) | 47   | 23   |
| Унион (Санта-Фе)          | 2014                      | 4    | 0    |
| Унион (Санта-Фе)          | 2015                      | 18   | 2    |
| Унион (Санта-Фе)          | 2016                      | 7    | 1    |
| Унион (Санта-Фе)          | 2016/17                   | 20   | 6    |
| Унион (Санта-Фе)          | 2017/18                   | 27   | 11   |
| Унион (Санта-Фе)          | 2018/19                   | 14   | 2    |
| Всего за Унион (Санта-Фе) | Всего за Унион (Санта-Фе) | 90   | 22   |
| Олимпиакос                | 2018/19                   | 6    | 0    |
| Всего                     | Всего                     | 143  | 45   |

### Национальные кубки
| Клуб                      | Сезон                     | Игры | Голы |
| ------------------------- | ------------------------- | ---- | ---- |
| Унион (Сунчалес)          | 2011/12                   | 1    | 0    |
| Унион (Сунчалес)          | 2012/13                   | 1    | 0    |
| Унион (Сунчалес)          | 2013/14                   | 6    | 3    |
| Всего за Унион (Сунчалес) | Всего за Унион (Сунчалес) | 8    | 3    |
| Унион (Санта-Фе)          | 2014/15                   | 2    | 0    |
| Унион (Санта-Фе)          | 2016                      | 1    | 0    |
| Унион (Санта-Фе)          | 2017                      | 3    | 0    |
| Унион (Санта-Фе)          | 2018                      | 2    | 1    |
| Всего за Унион (Санта-Фе) | Всего за Унион (Санта-Фе) | 8    | 1    |
| Олимпиакос                | 2018/19                   | 3    | 1    |
| Всего                     | Всего                     | 19   | 5    |